# Paul Pradier-Fodéré
Paul Louis Ernest Pradier-Fodéré (* 11. Juli 1827 in Straßburg; † 28. Juni 1904 in Saint-Étienne) war ein französischer Jurist und Publizist. Er unterrichtete unter anderem an der École des Sciences Politiques in Paris und von 1874 bis 1882 als Professor für Staatswissenschaften an der Universität Lima. Seine Veröffentlichungen, deren bekannteste die zwischen 1885 und 1906 erschienene achtbändige Abhandlung „Traité de droit international public européen et américain“ ist, umfassten vor allem Werke zum Verwaltungs-, Staats- und Völkerrecht.

## Leben
Paul Pradier-Fodéré wurde 1827 in Straßburg geboren und studierte Rechtswissenschaften an der Universität seiner Heimatstadt. Anschließend ließ er sich als Rechtsanwalt in Paris nieder. 1857 wurde er zum Professor für öffentliches Recht am Collegio Armeno Moorat ernannt, später wechselte er an die École des Sciences Politiques in Paris. Im Jahr 1874 ging er nach Peru, wo er an der Universität Lima einen Lehrstuhl für Staatswissenschaften übernahm.
Sechs Jahre später kehrte er nach Frankreich zurück und wurde Richter am Appellationsgericht in Lyon. Paul Pradier-Fodéré gehörte ab 1879 dem Institut de Droit international an und prägte die Rechtswissenschaften im Laufe seines Wirkens insbesondere als Autor von Büchern im Bereich des Verwaltungs-, Staats- und Völkerrechts. Er starb 1904 in Saint-Étienne.

## Wirken
Als Hauptwerk von Paul Pradier-Fodéré gilt eine Abhandlung von enzyklopädischem Charakter zum internationalen Recht unter dem Titel „Traité de droit international public européen et américain“, mit dem er beginnend in den 1880er Jahren rund 20 Jahre lang beschäftigt war. Das Werk, das seinen ursprünglichen Planungen zufolge vier Bände umfassen sollte, entwickelte sich im Laufe seiner Veröffentlichungsgeschichte zu einem umfassenden Kompendium der Theorie und Praxis des damaligen Völkerrechts.
Zum Zeitpunkt des Todes von Paul Pradier-Fodéré hatte es einen Umfang von über 8.700 Seiten in acht Bänden erreicht. Der unvollendete achte Band, der postum erschien, wurde auf Wunsch seines Sohnes nicht durch einen anderen Autor fertiggestellt, und enthielt deshalb beispielsweise keine vollständigen Ausführungen zur Neutralität von Staaten und zu den Auswirkungen des Russisch-Japanischen Krieges von 1904/1905.

## Werke (Auswahl)
- Précis de droit administratif. Paris 1853 (siebte Auflage 1872)
- Précis de droit commercial. Paris 1855 (zweite Auflage 1866)
- Précis de droit politique et d'économie sociale. Paris 1859
- Principes généraux de droit, de politique et de législation. Paris 1869
- Commentaire sur le Code de justice militaire. Paris 1873
- Cours de droit diplomatique. Zwei Bände. Paris 1881 (zweite Auflage 1900)
- Traité de droit international public européen et américain. Acht Bände. Paris 1885–1906